# Paul Volley
Pas d'image ? Cliquez ici

a Compétitions nationales et continentales officielles uniquement.

Paul Volley, né le 2 novembre 1971 à Beckenham, est un ancien joueur de rugby anglais qui jouait au poste de troisième ligne. Il mesure 1,85 m pour 107 kg. 
Paul Volley a accompli presque toute sa carrière dans le club anglais des London Wasps, dans lequel il est arrivé en 1988 à l'âge de 16 ans. Joueur emblématique, il quitta le club pour rejoindre Castres en 2004. Malgré une brillante carrière en club, il ne porta jamais le maillot de l'Équipe d'Angleterre, mais seulement celui des -21 et de Angleterre A.

## Carrière
| Saison    | Club              | Pays       |
| 1988-2004 | London Wasps      | Angleterre |
| 2004-2006 | Castres olympique | France     |
| 2006-2008 | Harlequins        | Angleterre |
| 2008-2009 | London Scottish   | Angleterre |

## Palmarès
- Coupe d'Europe : 2004
- Championnat d'Angleterre : 2003 et 2004
- Coupe d'Angleterre : 1999 et 2000